# Campeonato Timorense de Futebol - Terceira Divisão de 2017
A Liga Futebol Amadora - Terceira Divisão de 2017 foi a primeira edição do terceiro nível do Campeonato Timorense de Futebol. Foi organizada pela Federação de Futebol de Timor-Leste e contou com 12 times participantes.

## Equipes Participantes
Nesta edição, estavam aptos a participar todos os times não inscritos na Primeira ou na Segunda Divisão da liga. Novas equipes foram formadas para o torneio, assim como times tradicionais timorenses que estavam inativos retornaram à atividade com a realização deste.
| Equipa             | Cidade   | Última Aparição           |
| ------------------ | -------- | ------------------------- |
| A.S. Lero          | Lautém   | Piala Kemederkaan 2005-06 |
| Emmanuel FC        | Díli     | Sem informação            |
| FC Aimo            | -        | Sem informação            |
| FC Fitun Estudante | Díli     | Sem informação            |
| F.C. Irmãos Unidos | Díli     | Super Liga 2005-06        |
| FC LA Matebian     | Baucau   | Sem informação            |
| FC Lalenok United  | Díli     | Sem informação            |
| FC Leopa           | Liquiçá  | Sem informação            |
| FC Lero            | Iliomar  | Sem informação            |
| Karau Fuik FC      | Viqueque | Sem informação            |
| Liquiçá FC         | Liquiçá  | Taça Digicel 2011         |
| União Tokodede     | -        | Sem informação            |

## Resultados

### Primeira Fase
Os jogos da primeira fase foram realizados entre os dias 16 e 22 de maio, em Díli. Em negrito estão os times classificados.
| Equipe 1           | Resultado | Equipe 2       |
| ------------------ | --------- | -------------- |
| A.S. Lero          | 1–3       | Liquiçá FC     |
| FC Lero            | 3–1       | FC Aimo        |
| União Tokodede     | 3–0       | Karau Fuik FC  |
| FC Fitun Estudante | 2–1       | Emmanuel FC    |
| F.C. Irmãos Unidos | 2–0       | FC Leopa       |
| FC Lalenok United  | 6–1       | FC LA Matebian |

### Segunda Fase
Os jogos da segunda fase foram realizados nos dias 23 e 24 de maio, em Díli. As equipas do FC Lalenok United e do União Tokodede foram sorteadas diretamente para as semifinais. Em negrito estão os times classificados.
| Equipe 1           | Resultado | Equipe 2           |
| ------------------ | --------- | ------------------ |
| Liquiçá FC         | 1–2       | FC Lero            |
| FC Fitun Estudante | 2–0       | F.C. Irmãos Unidos |

### Terceira Fase
Os jogos das semifinais foram realizados nos dias 26 e 28 de maio, em Díli. As equipas vencedoras foram promovidas à Segunda Divisão de 2018.
| Equipe 1              | Resultado | Equipe 2           |
| --------------------- | --------- | ------------------ |
| União Tokodede        | 1–2       | FC Lero (P)        |
| FC Lalenok United (P) | 1–0       | FC Fitun Estudante |

### Repescagem
Um jogo de repescagem foi realizado em 31 de maio para definição do terceiro promovido à Segunda Divisão de 2018. Não houve partida final no torneio.
| Equipe 1               | Resultado | Equipe 2       |
| ---------------------- | --------- | -------------- |
| FC Fitun Estudante (P) | 2–0       | União Tokodede |

## Premiação
FC Lalenok United, FC Lero e FC Fitun Estudante Lorosae foram promovidos para o Campeonato Timorense de Futebol - Segunda Divisão de 2018.

## Ligações Externas
- Liga Futebol Amadora - Página oficial no Facebook